# Protographium philolaus
Protographium philolaus, früher von einigen Autoren in den Gattungen Eurytides, Iphiclides, Graphium oder Papilio aufgeführt, ist ein Schmetterling (Tagfalter) aus der Familie der Ritterfalter (Papilionidae).

## Beschreibung

### Falter
Die Flügelspannweite der Falter beträgt 90 bis 95 Millimeter. Alle Flügel haben eine weißliche, gelbliche oder hell bläuliche bis grünliche Grundfarbe. Auf der Oberseite der Flügel befinden sich breite schwarze Querstreifen. Weibliche Falter sind zuweilen nahezu einfarbig schwarz. Die Hinterflügel zeigen rote Augenflecke nahe dem Tornus sowie lange schwarze, weiß umrandete Schwänze. Die Unterseite der Hinterflügel weist alle Merkmale der Oberseite an den gleichen Stellen in etwas blasserer Ausführung auf, besitzt jedoch zusätzlich einen schmalen roten Querstreifen.

### Raupe
Erwachsene Raupen zeigen farblich eine Zweiteilung. Der obere Bereich ist schwarz mit einem weißen Fleck in der Mitte, der untere Bereich ist grün.

### Ähnliche Arten
Protographium philolaus ist im Gesamterscheinungsbild dunkler als andere Arten der Gattung Protographium, denen außerdem bläuliche oder grünliche Zeichnungselemente fehlen.

## Verbreitung und Lebensraum
Protographium philolaus kommt  von Südtexas bis Honduras vor. Die Art lebt bevorzugt in tropischen Waldlandschaften.

## Lebensweise

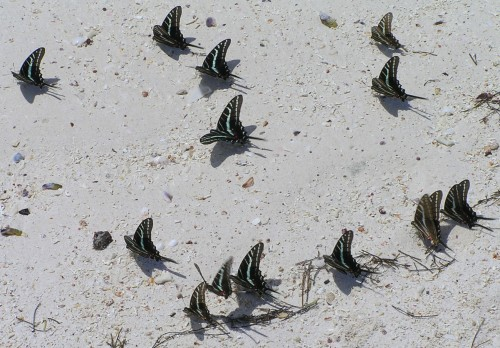
Ansammlung von Faltern an feuchter Erdstelle

Die Falter bilden zwei Generationen pro Jahr, die von März bis November anzutreffen sind. Sie besuchen zur Nektaraufnahme verschiedene Blüten oder nehmen gerne Flüssigkeit und Mineralstoffe an feuchten Erdstellen auf, wo sie zuweilen in großer Anzahl erscheinen. Die Raupen ernähren sich von den Blättern verschiedener Annonengewächse (Annonaceae). Die Puppen der zweiten Generation überwintern.

## Unterarten
- Protographium philolaus philolaus (Boisduval, 1836) in Mexiko, Honduras, Costa Rica und Südtexas
- Protographium philolaus xanticles (Bates, 1863) in Panama sowie im Norden von Kolumbien und Venezuela